# 素直になれなくて (シカゴの曲)
「素直になれなくて」（Hard to Say I'm Sorry）は、アメリカのロックバンドであるシカゴが1982年に発表した楽曲で、代表曲のひとつ。バンドメンバーのピーター・セテラとプロデューサーのデイヴィッド・フォスターが制作した。同年、全米シングルチャートで2週間1位を記録した。なお、アルバム『ラヴ・ミー・トゥモロウ（シカゴ16）』に収録されている。

## 解説
シカゴは、1969年から1973年ごろまではブラス・ロックが中心のバンドだった。その後、1974年ごろからはアダルト・コンテンポラリー路線を歩み「遥かなる愛の夜明け」「渚に消えた恋」「愛ある別れ」「朝もやの二人」などのヒットを放った。しかし1978年ごろからヒットに見放され、この曲は久々の大ヒットとなったものである。当時商業的には全盛期を過ぎていたと考えられていたシカゴが、この曲で7年ぶりに全米シングルチャートで1位を記録した。日本ではオリコン洋楽シングルチャートで1982年11月1日付から5週連続1位を獲得した。
アルバム・バージョンでは、「Get Away」という曲が同一トラック内で続いて収録されている。こちらの曲は、1970年代までのシカゴの音（ホーン・セッションを中心にしたスタイル）に近いものだった。しかし、アダルト・コンテンポラリ・ラジオ局は、「Get Away」をカットして流していた。なお、プロモーション・ビデオはギリシャで撮影されている。
この曲には、シカゴのバンドメンバーのみならず、セッション・ミュージシャンが参加している。ピアノはプロデューサーのデイヴィッド・フォスターで、アメリカのロックバンド・TOTOのメンバー3人（デヴィッド・ペイチとスティーヴ・ポーカロがキーボードで、スティーヴ・ルカサーがギターを演奏）も参加している。
発表と同年の1982年には、映画『青い恋人たち』（原題：Summer Lovers）のサウンドトラックでも使用された。
日本では、1990年に五木ひろしが大阪ガスのテレビCM内でカヴァーした他、トヨタ・マークIIクオリス、三菱・トレディア、フォード・テルスター、ブリヂストン・アレフのCMにも用いられた。

## チャート
| チャート（1982年/1983年）                          | 最高位 |
| -------------------------------------------------- | ------ |
| アメリカ合衆国・ビルボード・ホット100              | 1      |
| アメリカ合衆国・ビルボード・アダルトコンテンポラリ | 1      |
| カナダ・シングルチャート                           | 1      |
| 全英シングルチャート                               | 4      |
| アイルランド・シングルチャート                     | 1      |
| ドイツ・シングルチャート                           | 6      |
| オーストリア・シングルチャート                     | 5      |
| スイス・シングルチャート                           | 1      |
| オランダ・トップ40                                 | 22     |
| イタリア・シングルチャート                         | 1      |
| 日本・オリコン洋楽シングルチャート                 | 1      |
| ニュージーランド・シングルチャート                 | 13     |

| 先代 アブラカダブラ by スティーヴ・ミラー・バンド | Billboard Hot 100 ナンバーワン・シングル 1982年9月11日 - 9月18日 | 次代 ジャック&ダイアン by ジョン・クーガー |

## カバー
- 1982年、スリー・ディグリーズがカバーしている。
- 1982年、西城秀樹がいち早く日本武道館でのコンサートでカバー（日本語訳）した。その歌唱は『HIDEKI RECITAL - 秋ドラマチック』 に収録されている。
- 同じく1982年、岩崎宏美も秋のリサイタルで日本語詞（山川啓介訳）で披露している。この模様は、「ROYAL BOX〜スーパー・ライブ・コレクション」として2007年に復刻され、CD、DVD双方で収録されている。
- バリー・マニロウも「素直になれなくて」をカバーしている。
- 1983年、レスリー・チャンが広東語歌詞で「難以再說對不起」というタイトルでアルバム『風繼續吹』に収録。
- 1991年、共作者のデイヴィッド・フォスター自身がインストゥルメンタル・アルバム『Rechordings』に自身のピアノをフィーチャーしたセルフカバーを収録。
- 1996年、アメリカのR&Bグループのアズ・イエットが、デビュー・アルバムに収録。シングルにはピーター・セテラもゲスト参加し、全米シングルチャートで8位を記録した[5]。
- 1994年、島田歌穂がカバー・アルバム『HOTEL 〜kaho shimada Selection 2〜』に収録。
- 2002年、ヘヴィメタルバンドサーベルタイガーがカバー。コンピレーションアルバムSTAND PROUD!3に収録。
- 2004年、佐藤竹善がカバー・アルバム『THE HITS 〜CORNERSTONES 3〜』に収録。
- 2007年、ウエストライフがシングル「Home」にカップリング曲として収録。
- カントリー歌手、ティム・マッグロウがカバーしている[6]。
- 2010年、伊藤由奈がデジタル・シングルとして配信リリース（詳細は#伊藤由奈によるカバーを参照）。
- 2013年、DEEPがベスト・アルバム『DEEP BEST』に収録。

## 伊藤由奈によるカバー
「Hard To Say I'm Sorry」（ハード・トゥー・セイ・アイム・ソーリー）は、伊藤由奈のデジタル・シングル。2010年9月29日配信限定発売。発売元はソニー・ミュージックレコーズ。

### カバー盤解説
洋楽カバー第3弾。自身がパーソナリティーを務めるJFN系ラジオ番組「伊藤由奈のHEART to HEART」で洋楽をカバーするコーナー“Studio Live”の第7弾として放送された後、Woman.exciteとのコラボ企画“〜Ito Yuna Respects〜”のファン投票第3弾で伊藤にカバーしてほしい洋楽第1位に選ばれ、デジタル・シングルとして配信が決定。
ベスト・アルバム『LOVE 〜Singles Best 2005-2010〜』の初回生産限定盤/B-typeのみ付属の洋楽カバーCDに収録されている。

### 収録曲
1. Hard To Say I'm Sorry
（作詞・作曲：Peter Cetera & David Foster / 編曲：Maestro-T）